# Ús en indicació no autoritzada
L'ús en indicació no autoritzada és l'ús de medicaments per a una indicació, grup d'edat, dosificació o via d'administració no aprovats.